# António Francisco dos Santos

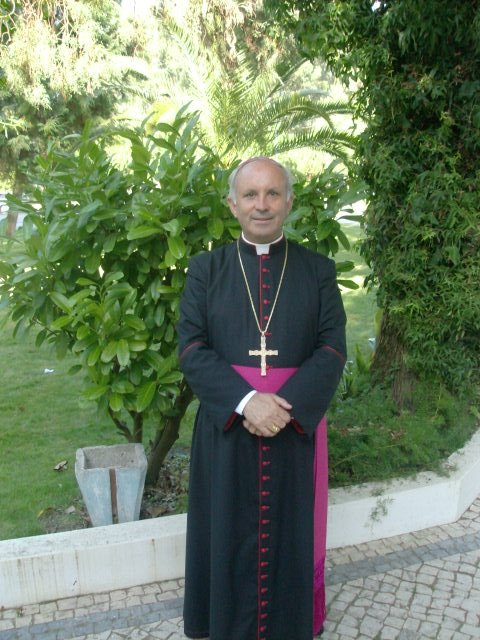
António Francisco dos Santos 2008

Wappen von António Francisco dos Santos

António Francisco dos Santos (* 29. August 1948 in Tendais, Portugal; † 11. September 2017 in Porto) war ein portugiesischer Geistlicher und römisch-katholischer Bischof von Aveiro und Porto.

## Leben
António Francisco dos Santos empfing am 8. Dezember 1972 das Sakrament der Priesterweihe für das Bistum Lamego.
Am 21. Dezember 2004 ernannte ihn Papst Johannes Paul II. zum Titularbischof von Magnetum und zum Weihbischof in Braga. Der Bischof von Lamego, Jacinto Tomás de Carvalho Botelho, spendete ihm am 19. März 2005 die Bischofsweihe; Mitkonsekratoren waren der emeritierte Erzbischof von Braga, Eurico Dias Nogueira, und der Erzbischof von Braga, Jorge Ferreira da Costa Ortiga. Papst Benedikt XVI. ernannte ihn am 21. September 2006 zum Bischof von Aveiro.
Papst Franziskus ernannte ihn am 21. Februar 2014 zum Bischof von Porto. Die Amtseinführung erfolgte am 5. April desselben Jahres.